# Mise à sac
Pour plus de détails, voir Fiche technique et Distribution.
Mise à sac est un film franco-italien réalisé par Alain Cavalier, sorti en 1967.

## Synopsis
Georges (Michel Constantin), un malfrat chevronné, est invité à une réunion, où il retrouve ses vieux amis Paulus et Stéphane. Leur hôte, un certain Edgar Vanini (Daniel Ivernel), leur expose le but de la réunion: il a un « énorme coup » à leur proposer. Il leur décrit une petite ville industrielle de 26'000 habitants, Servage, isolée dans les montagnes de l'Isère. L'objectif est de s'emparer des dépôts de deux banques, de la poste, d'une petite bijouterie, d'un supermarché et, surtout, des coffres de l'usine des Mertens, qui possèdent la moitié de la ville. Le moment choisi est la nuit qui précède la paye du personnel de l'usine. Pour parer à toute éventualité, Edgar propose de neutraliser d'abord le commissariat, le poste des pompiers et le central téléphonique, puis d'effectuer les opérations par équipes, et enfin de terminer toute l'opération au plus tard à cinq heures du matin. Edgar explique qu'il n'est pas lui-même du milieu, mais un ancien contremaître de l'usine. 
Les truands sont d'abord sceptiques, mais devant la méticulosité d'Edgar qui semble avoir prévu les moindres détails, ils finissent par accepter. Pour compléter ses troupes, la bande fait appel à d'autres malfrats de confiance et à des perceurs de coffres expérimentés. En tout, ils seront douze. Georges fera office de commandant de l'opération, assisté par Edgar.
La nuit du « coup » venue, tout semble d'abord fonctionner comme prévu. Les différentes équipes, bien coordonnées, entrent en action. Les quelques imprévus qui surviennent sont maîtrisés professionnellement. Mais Edgar s'est bien gardé de dévoiler à ses complices sa véritable motivation. Et c'est ce qui va précipiter les événements.

## Fiche technique
- Titre : Mise à sac
- Réalisation : Alain Cavalier, assisté de Marc Monnet
- Scénario et dialogues : Alain Cavalier et Claude Sautet, d'après le roman The Score de Richard Stark
- Photographie : Alain Cavalier et Pierre Lhomme
- Musique : Jean Prodromidès
- Son : Jean Baronnet
- Montage : Pierre Gillette
- Genre : Film de casse
- Pays d'origine :  France,  Italie
- Durée : 108 minutes
- Sortie : France, 15 novembre 1967

## Distribution
- Michel Constantin : Georges
- Daniel Ivernel : Edgar Varini
- Paul Le Person : Stéphane
- Philippe Moreau : Paulus
- Philippe Ogouz : Wiss
- Irène Tunc : Marie-Ange, la standardiste
- Julien Verdier : Lebuisson
- André Rouyer : Rotenbach
- Franco Interlenghi : Maurice
- Raymond Devime : Philippe
- Jean Champion : Kerini
- Henri Attal : Salsa
- Jean Amos : Combret
- Jean-Marie Lancelot : Pinsart
- Jean-Paul Faure : Mertens
- Tanya Lopert : Marthe, une connaissance d'Edgar
- Luc Andrieux : l'agent Albert
- Henri Poirier : l'agent Croisille
- Xavier Gélin : Michel Castagnier
- Catherine Demongeot : Françoise, la petite amie de Michel
- Pierre Maguelon : le pompier Arthur

## Autour du film
- L’histoire se déroule à Servage, une ville fictive, dans la vallée de l’Isère.  Le tournage a lieu dans plusieurs villes de province, ainsi qu’à Mantes, pour les scènes du commissariat et de la banque, durant dix nuits[1].
- Il s'agit du troisième film d'Alain Cavalier, après Le Combat dans l'île (1962) et L'Insoumis (1964)[2].